# Zwölf Mädchen und ein Mann
Zwölf Mädchen und ein Mann, Schreibung laut Filmvorspann 12 Mädchen und 1 Mann, ist eine österreichische Kriminalkomödie von Hans Quest aus dem Jahr 1959. Toni Sailer und Margit Nünke sind in den Hauptrollen, Gunther Philipp, Gerlinde Locker, Joe Stöckel und Ernst Waldbrunn in tragenden Rollen zu sehen.

## Handlung
Im Gendarmerieposten Oberhimmelbrunn von Gendarmeriepostenkommandant Josef Walz und Hilfsgendarm Anderl Seidl herrscht trübe Stimmung: Der Bürgermeister von Oberhimmelbrunn will den Posten schließen lassen, um das Gebäude für den Tourismus nutzen zu können. Ein Posten sei nicht notwendig, da im Dorf sowieso nie ein Verbrechen geschehe. Josef ist betrübt, weil er bei einer Entlassung sofort pensioniert werden würde. Anderl ist verzweifelt, weil er so seine Geliebte Rosel verlassen müsste, die zudem eine erstklassige Köchin ist. Gerade dieser Umstand verstärkt den Wunsch des Bürgermeisters noch, den Posten zu schließen, ist Rosel doch seine Tochter.
Eines Tages erscheint Rosel aufgeregt bei ihrem Vater, wurden doch aus der Speisekammer ihres Wirtshauses mehrere Schinken sowie Büchsen mit Hummer gestohlen. Anderl und Josef beginnen umständlich mit den Ermittlungen, doch gesteht Rosel Josef heimlich, dass sie den Einbruch fingiert hat, damit der Gendarmerieposten nicht geschlossen wird. Der Einbruch wird dennoch gemeldet. Da der zuständige Rittmeister Lanz vermutet, dass hinter dem Einbruch Schmuggler stecken könnten, die sich für ihre Diebestouren mit Essen eindecken wollten, schickt er den Polizisten Florian Thaler zur verdeckten Ermittlung nach Oberhimmelbrunn. Offiziell soll er dort für 14 Tage Urlaub machen. Florian nimmt die Arbeit gerne auf, weiß er doch, dass in der Gegend auch zwölf junge Frauen Urlaub machen, die er während seiner Arbeit als Skilehrer kennengelernt hat.
In Oberhimmelbrunn ahnt Florian schnell, dass der Einbruch nur vorgetäuscht war, meint Rosel bei der Vernehmung doch, dass das Fenster zum Speiseraum von innen eingeschlagen wurde. Um den Fall nicht vorschnell zum Abschluss kommen zu lassen, legt Anderl eine Spur mit einem präparierten Ski und richtet eine der verlassenen Berghütten so her, als würde dort jemand wohnen. Er ahnt nicht, dass die Berghütte tatsächlich einer Gruppe Antiquitätenschmuggler als Unterschlupf dient. Da die Ideen zur falschen Spur aus einem Kriminalroman von Josef stammen und Anderl diesen in der Hütte vergisst, kommt Florian den beiden schnell auf die Spur. Er deckt sie dennoch, hat er doch Kontakt zu den zwölf jungen Frauen aufgenommen und sich in deren Leiterin Eva verliebt. Mit einem Trick hat er sie sogar dazu bringen können, dass er bei ihnen übernachten darf.
Kurz vor der Abreise der Frauen veranstaltet Florian eine Fuchsjagd, bei der er der Fuchs ist. Auf seiner Tour durch die Berge kommt er an der Skihütte vorbei, die Anderl präpariert hatte. Plötzlich hört er einen Fensterladen zuschlagen und sieht in der Hütte einen der Schmuggler. Es kommt zum Zweikampf und schließlich zu einer wilden Verfolgungsjagd, an deren Ende Florian nicht nur den einen Schmuggler, sondern die ganze Bande stellen und seinen Kameraden der Polizei übergeben kann. Durch die Festnahmen hat Florian die Fuchsjagd vollkommen vergessen. Die Frauen um Eva warten vergeblich auf ihn und sind am Ende so enttäuscht, dass sie vorzeitig abreisen. Florian, der für seine Tat zum Leutnant befördert und damit auch Leiter der Skischule der Polizei wird, folgt den Frauen und kann sie schließlich einholen. Es kommt zur Versöhnung mit Eva, die Florian heiraten wird. Auch zwischen Anderl und Rosel wird alles gut. Florians Erfolg war nur durch die Vorarbeit von Anderl und Josef möglich. Anderl wird zum Gendarm befördert, will jedoch lieber Gastwirt werden und Rosel heiraten. Bürgermeister Fux gibt sein Einverständnis und Rosel und Anderl fallen sich in die Arme.

## Produktion, Musik, Veröffentlichung
Zwölf Mädchen und ein Mann beruht auf dem Bühnenstück Die Gangster von Valence von Wolfgang Ebert. Die Filmbauten schufen Fritz Jüptner-Jonstorff und Theodor Harisch. Hergestellt wurde der Film im Atelier Rosenhügel der Wien-Film GmbH, die Außenaufnahmen entstanden in Zürs, Lech und Arlberg.
Toni Sailer singt im Film die Lieder Ich bin der glücklichste Mensch auf der Welt und Oh, Sulaika. Ursula Heyer und Grit Böttcher tragen das Lied Herzen erobert der Flori elf Stück vor und Toni Sailer und die zwölf Damen singen das von Franz Grothe und Willy Dehmel erschaffene Lied Man müßte Scheich in Persien sein (Zwölf Mädchen und ein Mann).
Der Film erlebte am 15. Oktober 1959 in Wien seine Uraufführung. In der Bundesrepublik Deutschland wurde er ebenfalls am 15. Oktober 1959 veröffentlicht. Im Juli 1960 kam er ins sowjetische Kino, im Februar 1963 hatte er Premiere im finnischen Fernsehen und im Dezember 1968 wurde er in Calgary in Kanada veröffentlicht. Der internationale Titel lautet Twelve Girls and One Man.

## Kritik
Der film-dienst nannte Zwölf Mädchen und ein Mann eine „harmlos-heitere Kriminalgeschichte“. „Schmarrn, aber zünftig“, befand Cinema.